# 袁炳辉
袁炳辉（？—？），广东中山人。又名李英、袁子群，在苏联曾用名斯特洛甘诺夫。中国共产党早期人物。

## 生平
1926年，加入中国共产主义青年团，不久转为中国共产党党员。早年为海员。1927年7月后，担任共青团广州市委书记、团省委书记。1928年4月起，担任中共广东省委候补委员，全国总工会执委会青工部部长，赴苏联参加中国共产党第六次全国代表大会。6月至7月，作为广东代表出席大会。大会期间代号为36号。参加政治委员会、职工运动委员会、苏维埃委员会、青年委员会、广州暴动问题委员会工作。6月27日，在讨论六大政治报告时作大会发言。
1928年7月，出席席在莫斯科召开的中国共产主义青年团第五次全国代表大会，被选为共青团中央委员，后任少共国际委员。1928年11月至1930年2月，任中共中央妇女运动委员会委员。1930年8月，任中国共产主义青年团中央委员会书记。1930年8月至9月，任中央总行动委员会主席团成员、中央总行动委员会青年秘书处书记。1930年9月，出席在上海召开的中共六届三中全会。1930年9月，当选为中共候补中央委员。1930年9月后，任中共广东省委常务委员。1931年1月，出席在上海召开的中共六届四中全会。1931年1月至6月，任中共江苏省委常务委员。1931年7月，当选为中共候补中央委员。1931年下半年以前和1932年秋至10月，任中国共产主义青年团江苏省（兼上海市）委员会书记。
1932年10月，他在上海被当局逮捕，其妻朱爱华亦同时被捕，转押于南京宪兵司令部。他随即叛变并公开发表自首书，诬骂中国共产党。此后投入特务，被派到上海破坏中共地下组织。1933年2月中共中央局决定开除他的党籍，中华苏维埃共和国临时中央政府人民委员会决定，对他发出通缉令。他后来曾任广东省中山县盐务督察员、场长。1971年居住在台湾。其后情况不明。